# Chris Redd
Christopher Jerell Redd  (St. Louis, Missouri, 25 maart 1985) is een Amerikaanse acteur en komiek.

## Carrière
Redd was van 2017 tot 2022 castlid van het amusementsprogramma Saturday Night Live (SNL) van NBC. Hij won een Primetime Emmy Award voor Outstanding Original Music and Lyrics in 2018 als medeschrijver van het SNL-nummer "Come Back Barack". Redd is ook bekend van zijn rollen in Popstar: Never Stop Never Stopping (2016), Disjointed (2017-2018) en Kenan (2021-2022).

## Filmografie

### Film
| Jaar | Titel                              | Rol                   | Opmerkingen   |
| ---- | ---------------------------------- | --------------------- | ------------- |
| 2016 | Popstar: Never Stop Never Stopping | Hunter the Hungry     |               |
| 2017 | Handsome                           | Detective Gunner      |               |
| 2018 | A Futile and Stupid Gesture        | Sceptische zwarte man |               |
| 2018 | Deep Murder                        | Jace                  |               |
| 2019 | Joker                              | Comedy Club Emcee     |               |
| 2020 | Scare Me                           | Carlo                 |               |
| 2020 | Vampires vs. the Bronx             | Andre                 |               |
| TBA  | Spinning Gold                      |                       | Postproductie |

### Televisie
| Jaar      | Titel                                    | Rol                       | Opmerkingen                                                                               |
| --------- | ---------------------------------------- | ------------------------- | ----------------------------------------------------------------------------------------- |
| 2014      | Chicago PD                               | Carl                      | Aflevering "Thirty Balloons"                                                              |
| 2015      | Empire                                   | Roger                     | 2 afleveringen                                                                            |
| 2016      | Lonely and Horny                         | Omar                      | 4 afleveringen                                                                            |
| 2016      | Comedy Bang! Bang!                       | De schoonmaakploeg Rapper | Aflevering "Krysten Ritter Wears a Turtleneck and Black Boots"                            |
| 2017      | Love                                     | Justin                    | 2 afleveringen                                                                            |
| 2017      | Detroiters                               | Donut                     | Aflevering "Smilin' Jack"                                                                 |
| 2017      | Sofia het prinsesje                      | Singe (stem)              | Aflevering "The Royal Dragon"                                                             |
| 2017      | Wet Hot American Summer: Ten Years Later | Metselaar                 | 2 afleveringen                                                                            |
| 2017-2018 | Disjointed                               | Steven "Dank" Dankerson   | 18 afleveringen                                                                           |
| 2017      | Comedy Central Stand-Up Presents         | Zichzelf                  | Stand-upspeciaal                                                                          |
| 2017-2022 | Saturday Night Live                      | Zichzelf/diverse          | Repertoirespeler Primetime Emmy Award voor uitstekende originele muziek en teksten (2018) |
| 2017      | Will & Grace                             | Alvin                     | Aflevering "Emergency Contact"                                                            |
| 2018      | Teachers                                 | Darnell                   | Aflevering "For Poorer or Poorer"                                                         |
| 2019      | Star vs. the Forces of Evil              | Extra stemmen             | Aflevering "Junkin' Janna/A Spell with No Name"                                           |
| 2019      | Big Mouth                                | Extra stem                | 2 afleveringen                                                                            |
| 2021-2022 | Kenan                                    | Gary Williams             |                                                                                           |

## Discografie
| Jaar | Titel           | Opmerkingen         |
| ---- | --------------- | ------------------- |
| 2019 | But Here We Are | Stand-upcomedyalbum |